# Mermoz-Sacré-Cœur
Pour les articles homonymes, voir Mermoz.
Mermoz-Sacré-Cœur est l'une des 19 communes d'arrondissement de Dakar (Sénégal). Située au centre-ouest de la capitale, en bordure de l'Océan Atlantique, elle fait partie de l'arrondissement des Almadies.

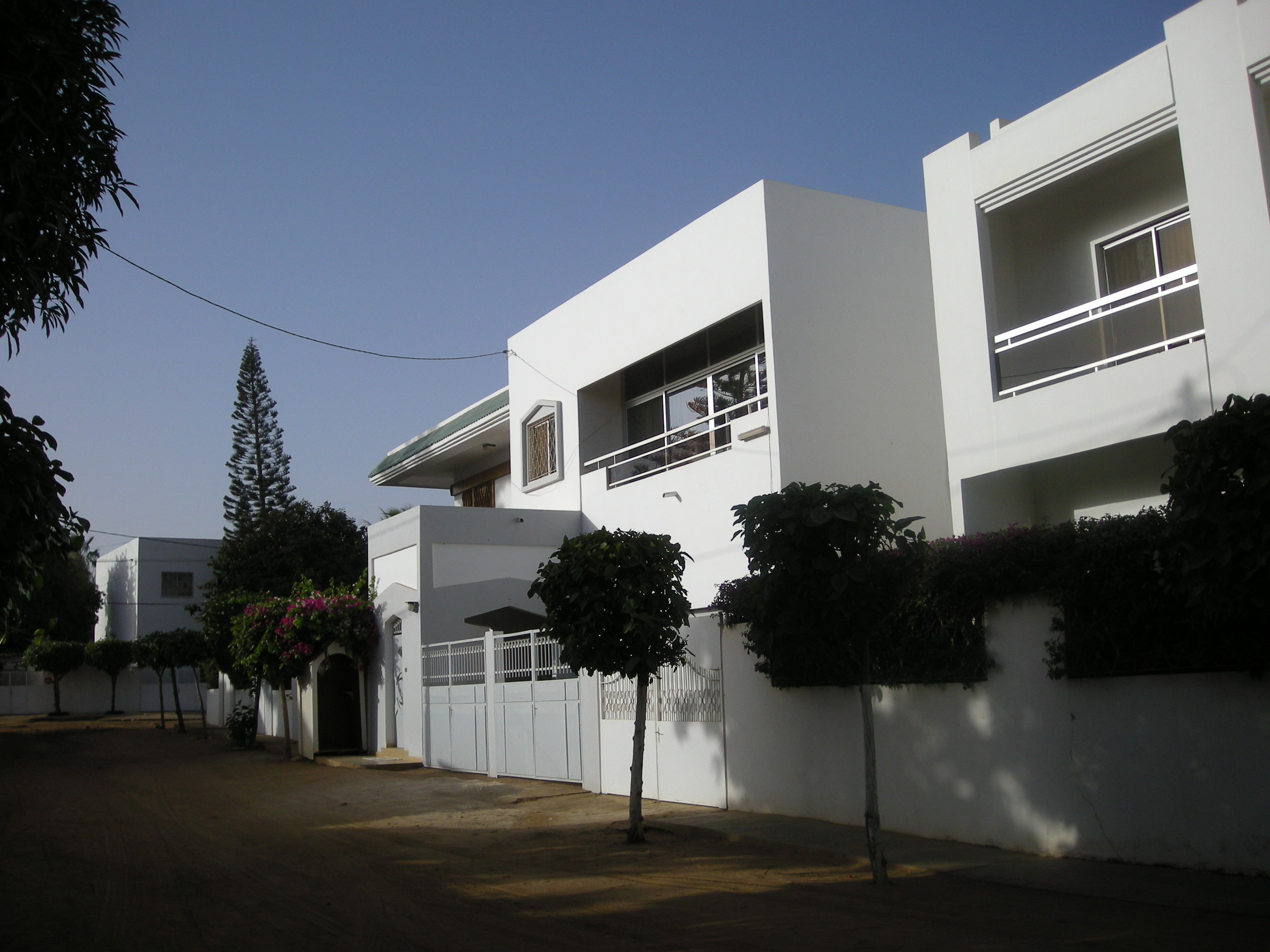
Une rue résidentielle dans le quartier Mermoz

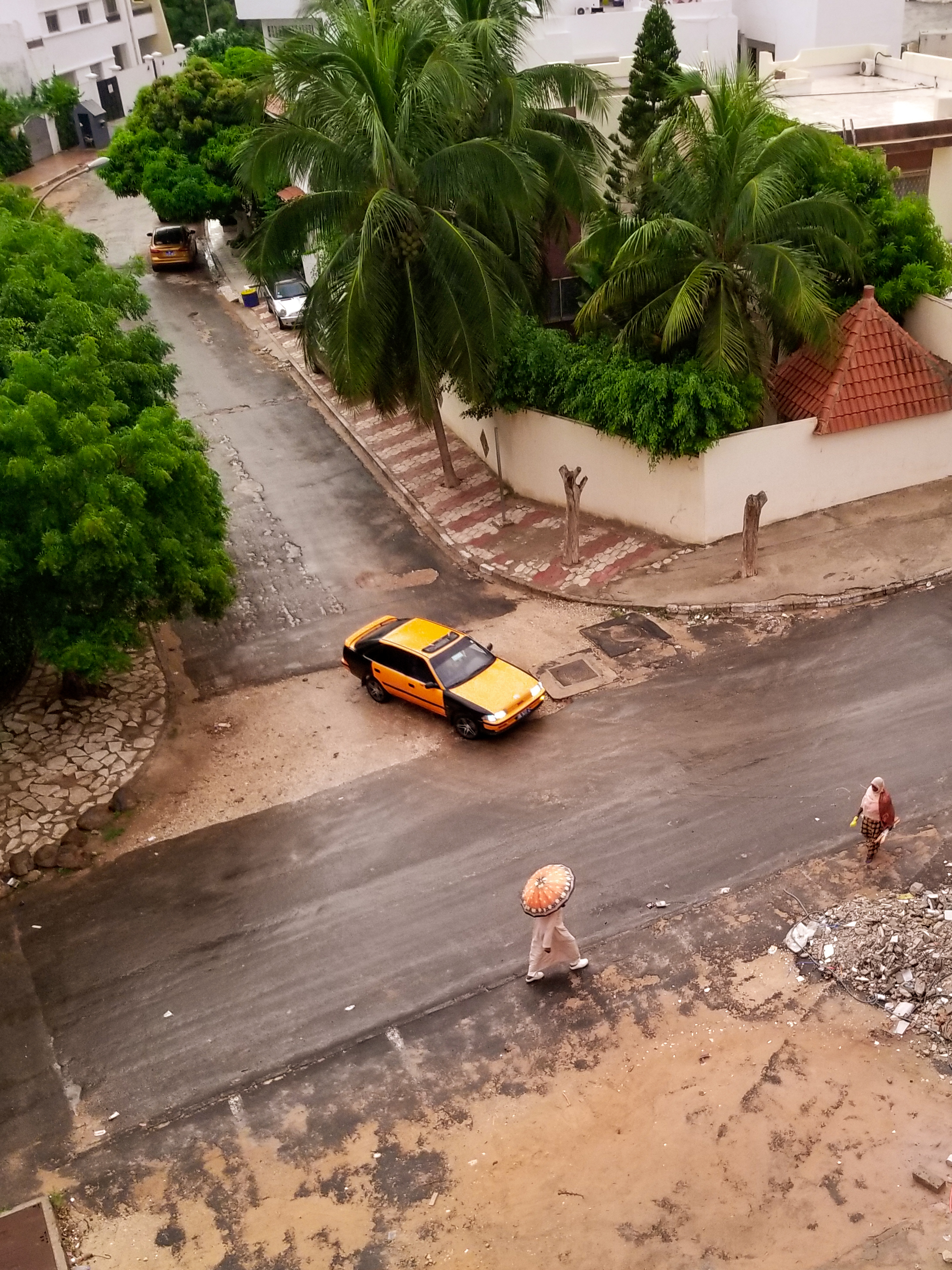
Jour de pluie (septembre 2019).

## Géographie
La commune est située sur la côte sud-ouest de la presqu'île du Cap-Vert, elle s'étend de Ouakam au nord, à Fann-Point E-Amitié au sud, au nord-est elle est limitée par la commune de Sicap-Liberté.

## Histoire
Le nom du quartier Mermoz rend hommage à Jean Mermoz, pilote français, figure légendaire de l'Aéropostale. Une stèle y commémore ses exploits.

## Administration
Avec Ngor, Ouakam et Yoff, elle fait partie de l'arrondissement des Almadies, dans le département de Dakar. Elle est constituée des quartiers Sacré-Cœur 1, Sacré-Cœur 2, Sacré-Cœur 3, Sacré-Cœur 3 VDN Extension, Cité Keur Gorgui, Mermoz Comico, Sicap Karak, Sicap Baobab.
| Période     | Identité                  | Parti | Coalition             |
| ----------- | ------------------------- | ----- | --------------------- |
| 1996 - 2001 | Amadou Lamine Thiam       | PS    |                       |
| 2002 - 2009 | Adja Aminata Sokhna Thiam | PDS   |                       |
| 2009 - 2014 | Barthélémy Dias           | PS    | Benno siggil Senegaal |
| 2014 - 2022 | Barthélémy Dias           | PS    | Taxawu Dakar          |
| 2022 -      | Alioune Tall              | PS    | Yeewi Askan wi        |

## Population

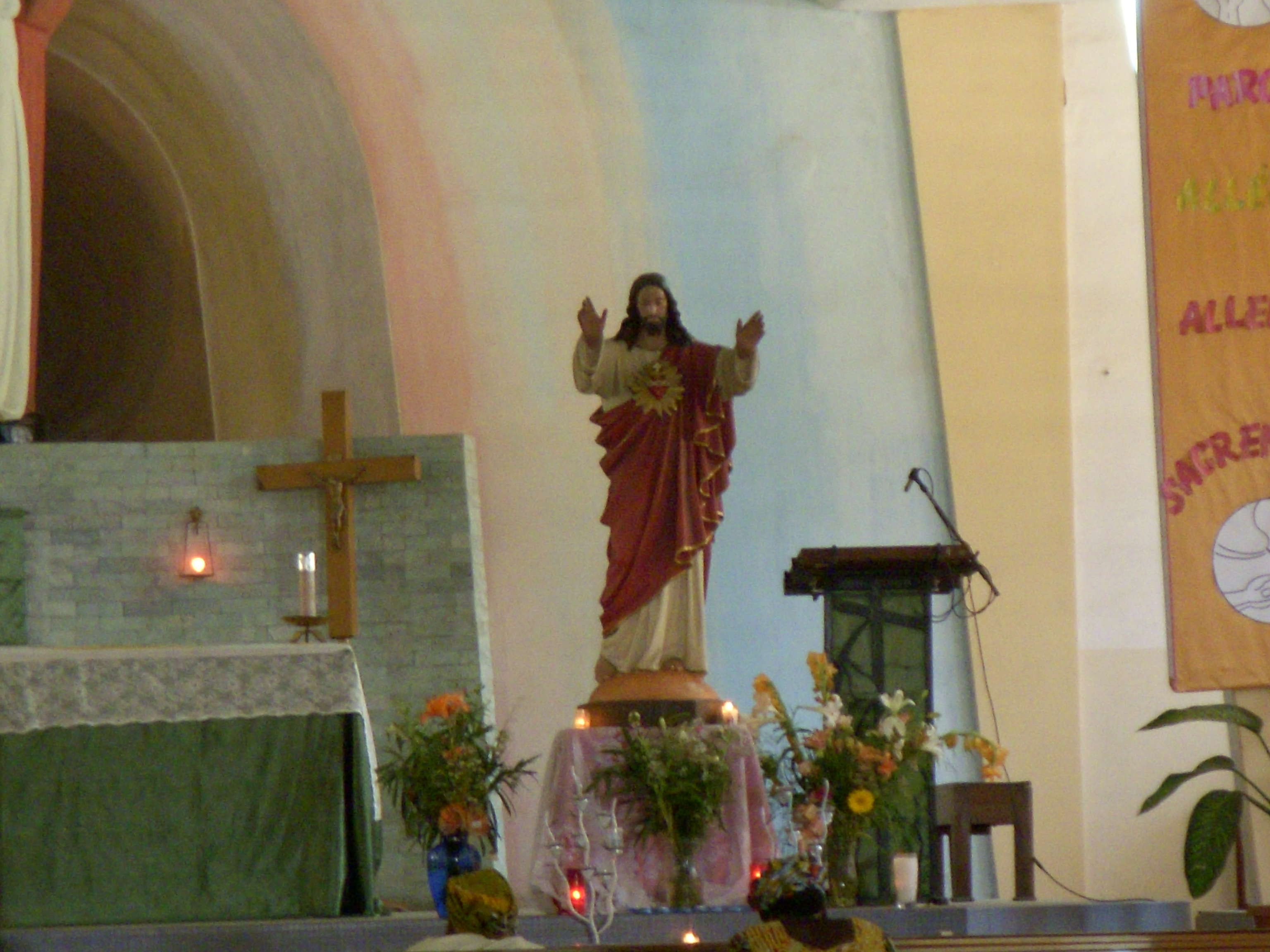
L'autel de l'église du Sacré Cœur

Lors du recensement de 2002, la commune comptait 23 602 personnes pour 4 419 concessions 4 162 ménages.
Fin 2007, selon les estimations officielles, la population s'élèverait à 26 557 habitants. Notamment en raison de l'exode rural, elle s'accroît rapidement. La plupart des groupes ethniques du Sénégal sont représentés, mais des Capverdiens, des Guinéens et des Béninois vivent également à Mermoz-Sacré-Cœur.

## Religion
Le territoire communal compte plusieurs mosquées : Grande mosquée de Mermoz, Mermoz Rawane Mbaye, Sacré-Cœur 3, Sacré-Cœur VDN, Sicap Karak.
La paroisse catholique Saint Pierre des Baobabs fondée en 1960 dépend de la doyenné Grand Dakar Yoff de l'Archidiocèse de Dakar.

## Économie
La commune est en butte à des problèmes de logement et d'environnement, aggravés par la forte croissance démographique. Certains habitants vivent dans un dénuement total, tandis que d'autres résident dans de luxueuses villas.et rencontre de nombreux problèmes. Au cours des années 2010, la commune est assaillie par les populations ne trouvant plus où construire, le centre-ville devenant saturé.
Depuis 2015, le siège de la Sonatel (Société nationale de télécommunications) est localisé dans la commune Cité Keur Gorgui.
Le siège de la société de transport urbain Dakar Dem Dikk est situé au sud de la commune.

## Éducation

### Enseignement primaire à secondaire
Pour la petite enfance, la commune dispose de deux écoles maternelles : Deuxième Cité des enseignants du Supérieur et 
Marcelina.
La commune est pourvue de 5 écoles élémentaires publiques : El Hadj Souleymane Wade, El Masse Massaâr Niane 1, El Masse Massaâr Niane 2, El Masse Massaâr Niane 3 et Nafissatou Niang. Elle compte sept écoles élémentaires privées : Dominion Bilingual Academy, Al Qalam, Islamique Rahmah, Wore 2, Les Petits Pas, La Boussole, Les Hirondelles. L'enseignement moyen et secondaire est assuré au Lycée public Galandou Diouf.

### Enseignement supérieur et spécialisé
- École nationale de Police, avenue Habib Bourguiba
- École Supérieure d’Économie Appliquée (ESEA), Km 6, avenue Cheikh Anta Diop

## Sport
L'AS Dakar Sacré-Cœur, fondée en 2005, évolue en ligue 1 du Championnat du Sénégal de football depuis 2017.